# Miles Austin
Miles Jonathon Austin III (urodzony 30 czerwca 1984 roku w Summit w stanie New Jersey) – amerykański zawodnik futbolu amerykańskiego, grający na pozycji wide receiver. W rozgrywkach akademickich NCAA występował w drużynie Monmouth University.
W roku 2006 nie został wybrany w drafcie NFL przez żadną z drużyn. Od sezonu 2006 występuje w barwach Dallas Cowboys.
Dwukrotnie został powołany do meczu gwiazd Pro Bowl.